# Peng Zhaoqin
Peng Zhaoqin (chin. 彭肇勤, Péng Zhàoqín, * 8. Mai 1968 in Guangzhou) ist eine chinesisch-niederländische Schach-Großmeisterin.

## Leben

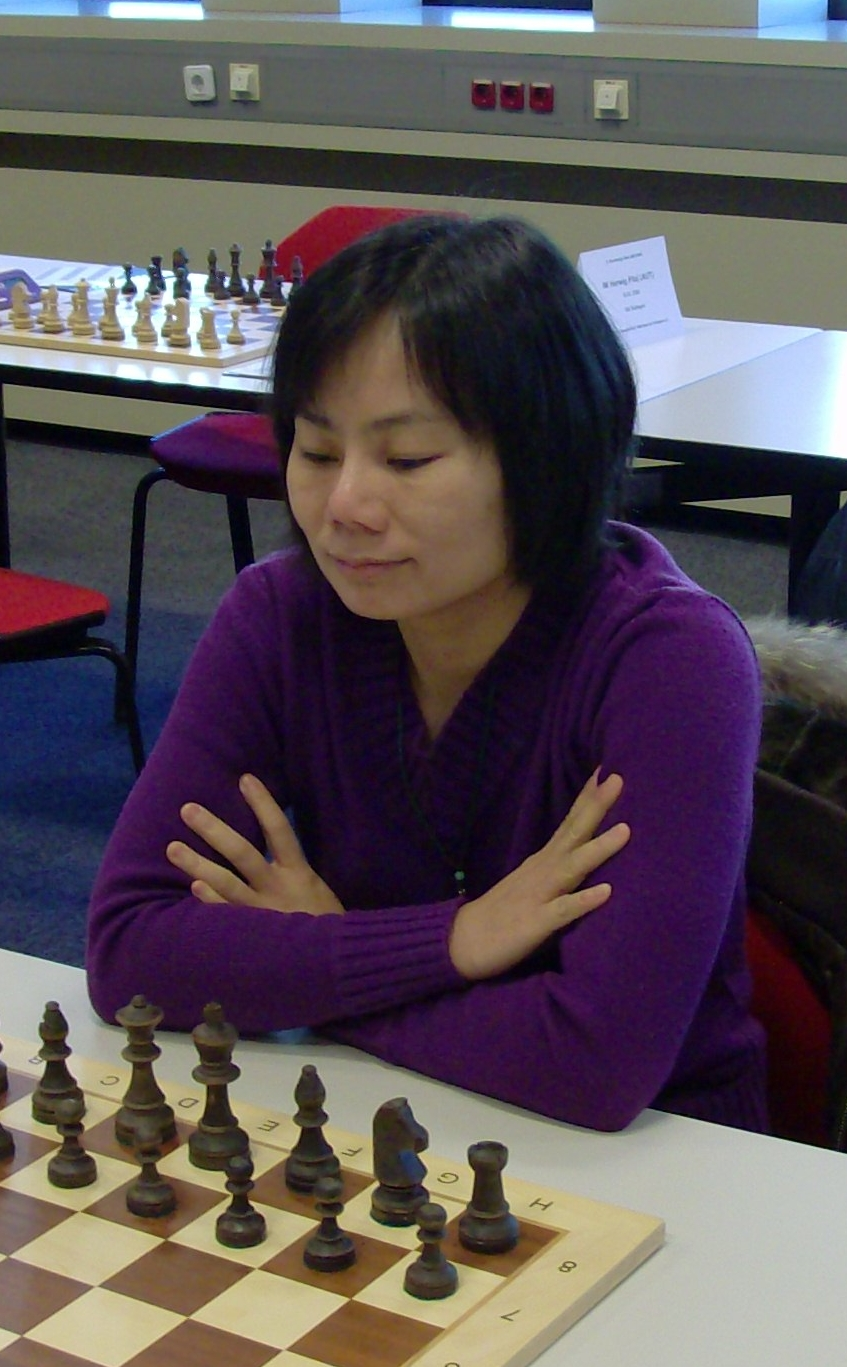
Peng Zhaoqin, 2008

Peng Zhaoqin erlernte das Schachspiel mit 12 Jahren. 1996 siedelte sie in die Niederlande um und ist dort seitdem die stärkste Schachspielerin. Sie gewann 14-mal die niederländische Einzelmeisterschaft der Frauen, zuletzt 2018. Der erste Sieg gelang ihr 1997; von 2000 bis 2011 gewann Peng zwölfmal hintereinander.
Sie nahm in den Jahren 2000 und 2001 an den Knock-Out-Schachweltmeisterschaften der FIDE teil. Im ersten Jahr scheiterte sie im Viertelfinale an der Russin Jekaterina Kowalewskaja, im Jahr darauf, ebenfalls in der Runde der letzten Acht, an der Georgierin und Weltmeisterin von 1978 bis 1991 Maia Tschiburdanidse.
Peng Zhaoqin wurde 1989 zur Internationalen Meisterin der Frauen (WIM) ernannt, 1992 zur Großmeisterin der Frauen (WGM), 1995 zum Internationalen Meister (IM) und 2004 – als elfte Frau überhaupt – zum Großmeister (GM). Den GM-Titel erspielte sie sich bei der Europameisterschaft der Frauen in Dresden, als sie wie die Europameisterin Alexandra Kostenjuk 9,5 Punkte aus 12 Partien mit einer Elo-Performance von 2626 erzielte.
Seit ihrem Wechsel zum niederländischen Schachverband führt sie die niederländische Elo-Rangliste der Frauen an.

## Nationalmannschaft
Peng Zhaoqin nahm von 1988 bis 1994 mit China an allen vier Schacholympiaden der Frauen teil, mit den Niederlanden an allen neun Schacholympiaden der Frauen von 1998 bis 2014. Mit der chinesischen Mannschaft erreichte sie 1990, 1992 und 1994 den dritten Platz, in der Einzelwertung gewann sie 1988 am dritten Brett und belegte 1998 am ersten Brett den dritten Platz. Mit der niederländischen Frauenmannschaft nahm sie außerdem an allen acht Mannschaftseuropameisterschaften von 2001 bis 2015 teil. Sie erreichte 2001 das drittbeste Ergebnis am ersten Brett, 2007 erzielte sie sowohl das beste Ergebnis am Spitzenbrett als auch die beste Elo-Leistung aller Teilnehmerinnen. 1989 nahm sie an der asiatischen Mannschaftsmeisterschaft teil, zu der der chinesische Verband als einziger auch eine Frauenmannschaft nominierte.

## Vereine
In der niederländischen Meesterklasse spielte Peng Zhaoqin von 1999 bis 2010 für Rotterdam, seit 2012 spielt sie für En Passant Bunschoten-Spakenburg, mit dem sie 2013, 2014 und 2016 die niederländische Mannschaftsmeisterschaft gewann sowie 2014 und 2015 am European Club Cup teilnahm. In der deutschen 1. Bundesliga spielte sie in den Saisons 2002/03 und 2008/09 für den SK Turm Emsdetten, in der Frauenbundesliga von 1996 bis 1999 für die Elberfelder Schachgesellschaft 1851, mit der sie 1997, 1998 und 1999 die Meisterschaft gewann und dreimal am European Club Cup der Frauen teilnahm, von 2000 bis 2004 für den SK Turm Emsdetten, den Meister 2001. In der französischen Mannschaftsmeisterschaft der Frauen spielte sie von 2002 bis 2004 für Cannes Echecs, mit denen sie 2004 den Titel gewann und 2003 am European Club Cup der Frauen teilnahm, in der Saison 2009/10 für L’Echiquier Naujacais. In der belgischen Interclubs spielte sie in der Saison 2008/09 für die zweite Mannschaft von Vliegend Peerd Bredene, in der chinesischen Mannschaftsmeisterschaft 2005 für Shenzhen Shirble, 2009 für Qingdao School und 2014 für Hebei.

## Privates
Peng Zhaoqin lebt in Hoofddorp, zusammen mit einem Niederländer. Sie hat einen Sohn.